# Eustigma
Eustigma là một chi thực vật có hoa trong họ Hamamelidaceae.